# Martin Buß
Pour les articles homonymes, voir Buss.
Martin Buß (né le 7 avril 1976 à Berlin) est un athlète allemand, spécialiste du saut en hauteur. Il a remporté la médaille d'or à Edmonton en 2001.

## Palmarès
- Championnats du monde d'athlétisme 1999 à Séville :
  -  Médaille de bronze du saut en hauteur
- Championnats du monde d'athlétisme 2001 à Edmonton :
  -  Médaille d'or du saut en hauteur